# Пилипенко Олексій Іванович
Пилипенко Олексій Іванович (*27 січня 1939, с. Гулі, Україна) — український лісівник, ґрунтознавець, доктор сільськогосподарських наук, професор кафедри лісової меліорації і оптимізації лісоаграрних ландшафтів Національного університету біоресурсів і природокористування України. Академік Лісівничої академії наук України (ЛАНУ).

## Біографія
Пилипенко Олексій Іванович народився 27 січня 1939 року в селі Гулі Миронівського району Київської області України. Закінчивши у 1956 році середню школу, працював на виробництві, поступив у Таращанський технікум механізації сільського і лісового господарств, який закінчив у 1962 році. Служив у лавах Радянської армії, проходив службу у військово-повітряних силах Прибалтійського військового округу (1962—1965).
Вищу освіту здобув у 1970 році, закінчивши Українську сільськогосподарську академію (УСГА) в Києві і отримавши диплом з відзнакою за спеціальністю «лісове господарство» і здобувши кваліфікацію «Інженер лісового господарства». Був направлений у Черкаський філіал республіканського проектного інституту «Укрземпроект».
Науково-педагогічну діяльність Пилипенко Олексій Іванович почав на кафедрі лісової меліорації і оптимізації лісоаграрних ландшафтів УСГА (нині Національний університет біоресурсів і природокористування України (НУБіП)) в 1971 році. Спочатку аспірантом (1971—1973) під керівництвом професора В. О. Бодрова, потім асистентом (1973—1980), пізніше доцентом (1980—1992) і професором (1992—1994). З 1994 року завідувач рідної кафедри. З 2003 року — професор цієї ж кафедри.
У 1972 році достроково захистив кандидатську дисертацію «Вітрозахисна ефективність полезахисних лісових смуг різних конструкцій в листяному і безлистому стані» за науковою спеціальністю — агролісомеліорація. Дисертація базувалась на польових дослідженнях в Запорізькій області. Доктор сільськогосподарських наук з 1992 року за спеціальністю 06.03.03 — лісознавство і лісівництво. Дисертаційна робота на тему «Лісівничі особливості і меліоративний вплив полезахисних лісових смуг в умовах чорноземного Степу України» захищена у 1992 році в Українській сільськогосподарській академії (УСГА). Вчене звання професора по кафедрі лісової і гідротехнічної меліорації присвоєне у 1994 році.
З 2012 року професор-консультант кафедри лісової меліорації і оптимізації лісоаграрних ландшафтів на громадських засадах, радник директора Навчально-наукового інституту лісового і садово-паркового господарства НУБіПУ.
Підготовку фахівців здійснює за напрямком «Лісове і садово-паркове господарство» за спеціальністю «Лісове господарство». Викладає низку навчальних дисциплін: «Лісова меліорація», «Ерозієзнавство», «Системи захисту ґрунтів від ерозії», «Захисне лісорозведення», «Зональні протиерозійні системи». Науково-педагогічний стаж роботи в університеті складає понад 40 років.
Професор Пилипенко О. І. здійснює керівництво аспірантурою та докторантурою. Під його керівництвом захищена 1 докторська та 5 кандидатських дисертації. Він також є членом спеціалізованих вчених рад: з 1989 року в НУБіП України (Київ) та з 1995 року Національного лісотехнічного університету України (Львів) за спеціальністю 06.03.03 — лісознавство і лісівництво. Загалом його діяльність у спеціалізованих вчених радах сягає близько 45 років.
Співавтор Закону України «Про Загальнодержавну програму формування національної екологічної мережі України на 2000—2015 роки», де відобразив роль полезахисних лісових смуг як локальних екологічних коридорів. Брав участь в прийнятті «Концепції розвитку агролісомеліорації на 2014—2020 роки».

## Наукові праці
Основний напрям наукової діяльності професора Пилипенка О. І. — оптимізація зональних лісоаграрних екологічних систем. Розвиває наукову лісомеліоративну школу професора Бодрова. Головні віхи наукової діяльності:
- 1987 — встановлення оптимальних конструкцій полезахисних лісових смуг для різних природно-кліматичних зон,
- 1990 — обґрунтування лісівничої сутності полезахисних лісових смуг як біогеоценозу,
- 1992 — обґрунтування інтегрального впливу полезахисних лісових смуг на прилеглі території,
- 1999 — розроблення нормативів полезахисної лісистості,
- 2004 — розроблення методології наукових досліджень в агролісомеліорації,
- 2008 — удосконалення лісомеліоративних систем.

За роки своєї наукової та педагогічної діяльності вчений видав 2 монографії, 4 підручники та навчальні посібники, близько 100 наукових статей і понад 30 науково-методичних праць. Найбільш вагомі серед них:
- (рос.) Сазонов И. Н., Штофель М. А., Пилипенко А. И. Система мероприятий против эрозии почв. Учебное пособие. — К.: Вища школа, 1984. — 248 с.
- (рос.) Пилипенко А. И. Лесоводственные особенности и мелиоративное влияние полезащитных лесных полос в условиях черноземной Степи Украины (Теоретическое и экспериментальное обоснование оптимальных конструкций лесополос). Монография. — К.: Изд. УСХА, 1992. — 75 с.
- Пилипенко О. І. Ріст і біологічна стійкість полезахисних лісових смуг різних конструкцій та складу в умовах чорноземного Степу // Науковий вісник Національного аграрного університету: Лісівництво. — 1998. — № 8. — С. 127—131.
- Пилипенко О. І., Юхновський В. Ю. Біологічна продуктивність лісового компоненту лісоаграрного ландшафту // Науковий вісник НАУ, № 34. — К., 2001; С. 225—231.
- Пилипенко О. І. Системи захисту ґрунтів від ерозії. — К.: ВЦ НАУ, 2002. — 80 с.
- Юхновський В. Ю. Пилипенко О. І. Лісоаграрні ландшафти рівнинної України: оптимізація, нормативи, екологічні аспекти. — К.: Інститут аграрної економіки, 2003. — 273 с.
- Пилипенко О. І., Юхновський В. Ю., Ведмідь М. М. Системи захисту ґрунтів від ерозії. Підручник. — К.: Златояр, 2004. — 436 с. — перший в Україні комплексний підручник, який має популярність у вищих навчальних закладах і на виробництві.
- Пилипенко О. І. Методологічні основи і методи досліджень у захисному лісорозведенні / О. І. Пилипенко, В. Ю. Юхновський, Ю. С. Урлюк та ін. // Науковий вісник НАУ. — К.: Вид-во НАУ. 2004. — Випуск 72. — С. 242—250.
- Пилипенко О. І. Інструктивні вимоги з лісомеліоративного впорядкування захисних лісових насаджень / О. І. Пилипенко, В. М. Малюга, В. Ю. Юхновський та ін. — К.: Держкомлісгосп, 2004. — 77 с.
- Пилипенко О. І., Соваков О. В. Ефективність різних систем полезахисних лісових смуг у підвищенні родючості ґрунту в умовах Центрального Правобережного Лісостепу // Науковий вісник Національного аграрного університету: Лісівництво. — 2007. — № 113. — С. 214—220.
- Пилипенко О. І., Юхновський В. Ю. та ін. Лісові меліорації. — К.: Аграрна освіта, 2010. — 282 с.
- Агролісомеліорація. Терміни і визначення понять: ДСТУ ISO 4874:2007. — [Чинний від 1.01.2009]. — К.: Держспоживстандарт України, 2010. — 18 с. — (Національний стандарт України).

## Нагороди
Професор Пилипенко Олексій Іванович відзначений державними і галузевими нагородами:
- 2000 — «Відмінник народної освіти України», «Ветеран праці»,
- 2005 — медаль «Знак пошани» від Міністерства аграрної політики України,
- 2010 — «Відмінник аграрної науки і освіти».